# Dusona miranda
Dusona miranda là một loài tò vò trong họ Ichneumonidae.